# Schlagballspiel
Schlagballspiele gehören zu den Ballsportarten. Sie bilden – gemessen an der Anzahl der Einzelsportarten – mit weitem Abstand nach den Torspielen und den Rückschlagspielen die drittgrößte Familie.

## Merkmale

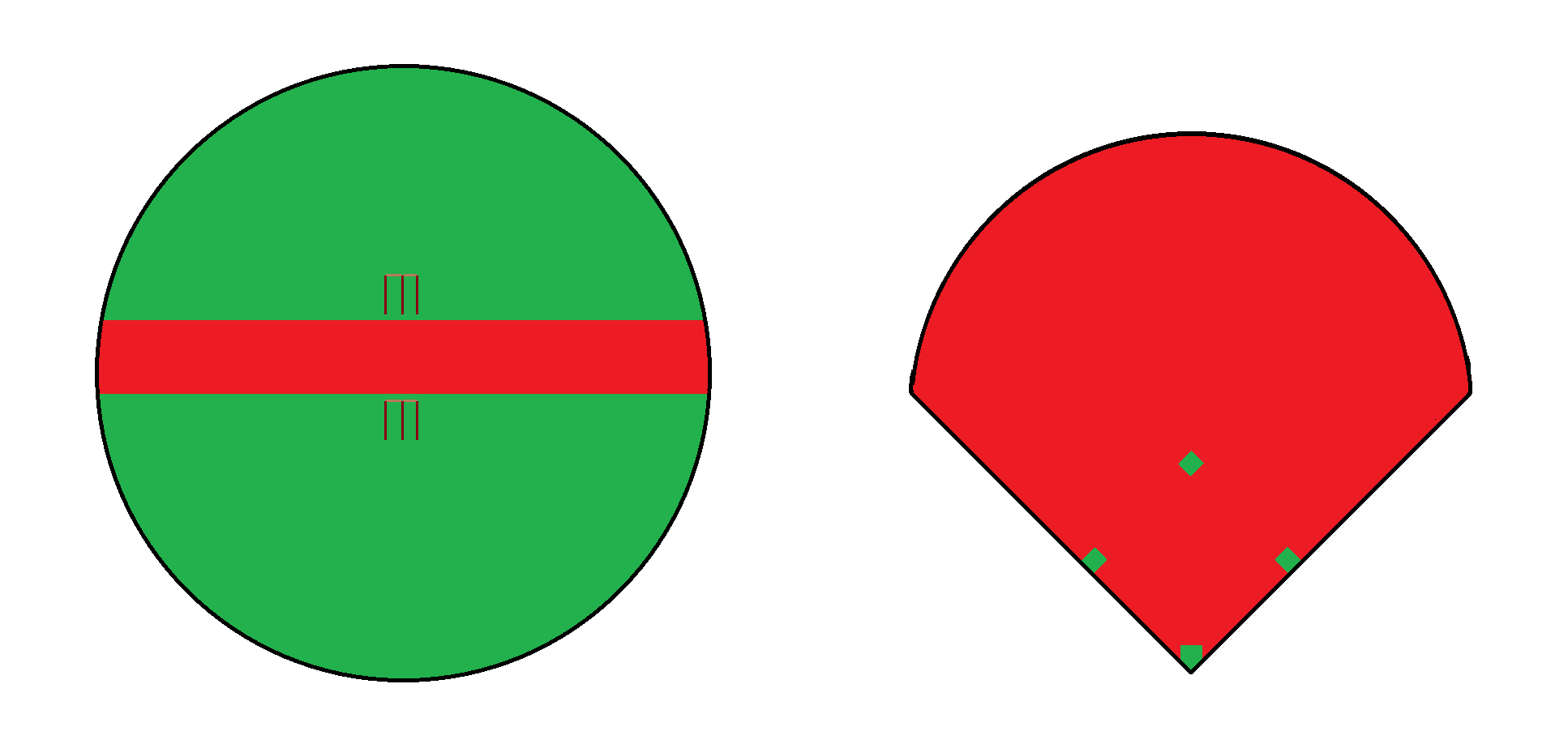
Die Schlagmal und Laufmal in Cricket und Baseball sind in grün.

Partei A muss einen Ball mit einem Schläger so weit schlagen (werfen), dass Partei B möglichst lange braucht, um ihn unter Kontrolle zu bringen. In dieser Zeit versucht A vom Schlagmal aus, (mindestens) ein Laufmal zu erreichen und zum Schlagmal zurückzukehren. Vollständige Läufe werden als Punkte gewertet. Partei B kann erst Punkte machen, wenn sie ihrerseits das Schlagrecht innehat. Bei etwa der Hälfte dieser Spiele ist (oder war) die Verbreitung geografisch eng begrenzt.
Man kann nach der Form des Spielfeldes zwei Gattungen unterscheiden:

## Schlagballspiele mit quadratischem Feld
Das Feld ist (zumindest annähernd) quadratisch. Es hat drei Laufmale, die der Schlagmann nacheinander anlaufen muss. Er umrundet dabei das von den Malen begrenzte innere Feld.
- Baseball
- Brennball
- Pesäpallo (Finnland)
- Rounders (Großbritannien, Irland)
- Rundbold (Dänemark)
- Softball

## Schlagballspiele mit länglichem Feld
Das Feld ist rechteckig (oder oval). Es hat nur je ein Schlag- und Laufmal. Der Schlagmann muss vom Schlag- zum Laufmal und (manchmal) zurück.
- Cricket
  - Indoor Cricket
  - Cricko (Australien)
  - Vigoro (Australien)
- Langbold (Dänemark)
- Lapta (Russland)
- Longaméta (Ungarn)
- Oină (Rumänien, Moldawien)
- Schlagball (Deutschland, Österreich)
- Stoolball (England)

## Mögliche Herkunft
Eine bestechende Theorie für den Ursprung der Schlagballspiele hat der ungarische Autor Gyula Hajdü: Schlagballspiele könnten das spielerische Nachstellen einer Belagerung sein: Die Feld- oder Fängermannschaft sind die Belagerer. Der Werfer des Balles (Pitcher, Bowler, Server, Einschenker) ist ihr Spion, der einen Kurier herauslockt. Der Schlagmann oder Läufer stellt einen Kurier der Belagerten dar, der Proviant oder Hilfe herbeiholen soll. Wird er von der Feldmannschaft ausgeschaltet, muss die belagerte Burg aufgeben: Die Feldmannschaft zieht in die Burg ein (und die Rollen wechseln)!